# Piper changuinolanum
Piper changuinolanum är en pepparväxtart som beskrevs av William Trelease. Piper changuinolanum ingår i släktet Piper och familjen pepparväxter. Inga underarter finns listade i Catalogue of Life.